# Президентство Джеймса Мэдисона
Президентство Джеймса Мэдисона началось 4 марта 1809 года, когда прошла его инаугурация как 4-го президента США, и завершилось 4 марта 1817 года. Джеймс Мэдисон стал президентом по результатам президентских выборов 1808 года, на которых победил кандидата от партии федералистов, Чарльза Пинкни. На президентских выборах 1812 года он был переизбран, победив Девитта Клинтона. Главным событием эпохи его президентства стала война с Англией. После ухода Мэдисона президентом стал госсекретарь и однопартиец Мэдисона, Джеймс Монро.
На президентство Мэдисона оказали большое влияние Наполеоновские войны. Первоначально война была выгодна американским коммерсантам, но затем Англия и Франция начала нападать на американские суда и пытаться вредить торговле. В ответ на нападения англичан на американские суда в 1812 году США объявили Англии войну. Она сразу создала множество проблем, поскольку у США не было сильной армии, не было эффективной финансовой системы, и попытка вторжения в Канаду была сорвана. В 1814 году английская армия вошла в Вашингтон и сожгла Белый дом. Несмотря на это американцам удалось одержать несколько побед на море и победить союзных Англии индейцев на западе. После крупной американской победы в сражении при новом Орлеане войны завершилось и был заключен Гентский договор. Война не дала стране никаких выгод, но у американцев сложилось ощущение победы, и популярность Мэдисона только возросла. Одновременно упала популярность партии федералистов, которые выступали против войны, и партия была распущена.
В начале своего президентства Мэдисон намеревался продолжать политику Томаса Джефферсона и ограниченно вмешиваться в экономику, но после войны всё же стал сторонником введения новых тарифов, увеличения расходов на армию и создания Второго банка США. Несмотря на оппозицию, почти вся его послевоенная программа была реализована. Мэдисон покинул пост популярным политиком и его преемник, Монро, был избран почти единогласно. Многие историки критикуют президентство Мэдисона, но в рейтингах президентов он обычно занимает положение выше среднего: в рейтинге C-SPAN 2017 года он занимает 17 место, выше Эндрю Джексона, но ниже Уильяма Маккинли.

## Выборы 1808 года

Выборы 1808 года.

К концу своего президентского срока Томас Джефферсон оставался исключительно популярен в американском обществе, и было очевидно, что следующим президентом будет кандидат от Демократическо-Республиканской партии, в которой ведущим претендентом был Мэдисон. На его стороне было не только влияние Джефферсона, но и усилия его жены Долли Мэдисон, которая регулярно устраивала приёмы для членов партии. Сенатор Митчелл писал, что такая «женская поддержка» даёт ему большие преимущества. Против кандидатуры Мэдисона выступал Джон Рэндольф, лидер партийной фракции, известной как Tertium Quids. Фракция от Нью-Йорка выдвинула кандидатуру действующего вице-президента Джорджа Клинтона. Однако, на предвыборном партийном собрании (congressional nominating caucus) Мэдисону удалось победить и Клинтона и Монро, кандидата от Tertium Quid. Монро получил всего 3 голоса против 83-х у Мэдисона.
Противники Мэдисона обвиняли его в том, что он не вполне верный республиканец, потому что когда-то работал вместе с Гамильтоном, и писал статьи для Федералиста. Уильям Вирт выступил в защиту Мэдисона, припомнив, что он был одним из творцов Конституции, а публикация статей в Федералисте была частью работы над Конституцией, в чём не может быть никакого преступления.
Очень много споров вызывал закон об эмбарго, из-за которого доходы с экспорта упали с $108 в 1807 году до $22 в 1808 году, и этим воспользовалась партия федералистов: они выдвинули кандидатом Чарльза Пинкни, который начал борьбе за президентство, осуждая эмбарго. Тем не менее, на выборах 1808 года Мэдисон получил 122 голоса выборщиков, Пинкни 47, Клинтон 6, а Монро не получил ни одного. Из-за закона об эмбарго Мэдисон потерял голоса всех выборщиков от Новой Англии. Уже будучи избранным, он начал работу над новым законом, который стал известен как Non-Intercourse Act 1809 года. Президент подписал его 1 марта, а уже 4 марта прошла инаугурация президента Мэдисона.

## Административные назначения

### Кабинет
Сразу после инаугурации Мэдисон решил перевести госказначея Альберта Галлатина на пост госсекретаря, но это вызвало много возражений в Конгрессе, и в итоге Мэдисон оставил Галлатина на посту государственного казначея. Галлатин был способным чиновником, и он быстро стал ближайшим советником президента. Остальные члены кабинета были назначены в основном ради географического баланса, и чаще за лояльность, чем за способности, и были менее эффективны. Военный министр Уильям Юстис почти не имел военного опыта: в годы войны он служил военным врачом. У морского министра Пола Гамильтона были проблемы с алкоголем. На пост госсекретаря был назначен Роберт Смит, в основном под влиянием его брата, влиятельного сенатора Самуэля Смита. Вице-президент Клинтон тоже был недоброжелательно настроен к президенту. Имея такой ненадёжный кабинет Мэдисон редко созывал его и предпочитал консультироваться только с Галлатином.
Госсекретарь Смит оказался в конфликте с Галлатином и был снят с должности в 1811 году. Его место занял Джеймс Монро, который стал самым влиятельным членом кабинета. После переизбрания на второй срок Мэдисон сделал несколько кабинетных перестановок: Гамильтона заменили на Уильяма Джонса, а Эстиса на Джона Армстронга Младшего (несмотря на его плохие отношения с Монро). Когда началась война с Англией, Галлатин был отправлен с посольством в Европу, а его место госказначея заняли Джонс, Джордж Кэмпбелл, и в итоге Александр Даллас. После ряда неудач Армстронга Мэдисон сместил его, назначив на его место Монро. В 1814 году в состав кабинета вошли Бенжамин Кроуншилд и Даллас, и с этого момента Мэдисон впервые получил надёжный, эффективный кабинет.

### Статьи
- Brant, Irving. Madison and the War of 1812 (англ.) // The Virginia Magazine of History and Biography. — Virginia Historical Society, 1966. — Vol. 74, iss. 1. — P. 51—67.
- Ketcham, Ralf. JAMES MADISON: THE UNIMPERIAL PRESIDENT (англ.) // The Virginia Quarterly Review. — University of Virginia, 1978. — Vol. 54, iss. 1. — P. 116—136. — doi:10.2307/1916879.
- Zinman, Donald A. The Heir Apparent Presidency of James Madison (англ.) // Presidential Studies Quarterly. — Wiley, 2011. — Vol. 41, iss. 4. — P. 712—726. — doi:10.2307/1916879.